# Љутоглав
Љутоглав (алб. Lutogllavë) је насељено место у општини Призрен, на Косову и Метохији. Према попису становништва из 2011. у насељу је живело 1.218 становника.

## Становништво
Према попису из 2011. године, Љутоглав има следећи етнички састав становништва:
| Националност | 2011.          |
| Албанци      | 1.218 (100,0%) |
| Укупно       | 1.218          |

| Демографија | Демографија | Демографија |
| Година      | Становника  | Становника  |
| ----------- | ----------- | ----------- |
| 1948.       | 132         |             |
| 1953.       | 145         |             |
| 1961.       | 194         |             |
| 1971.       | 356         |             |
| 1981.       | 580         |             |
| 1991.       | 706         |             |
| 2011.       | 1.218       |             |